# Il fiore d'oro
Il fiore d' oro è un romanzo scritto da Leonardo Gori e Franco Cardini, edito nel 2006 da Hobby & Work.
Il romanzo è il sesto della serie del capitano Bruno Arcieri, anche se risulta quarto per ambientazione.

## Trama
Venezia, primavera del 1944. Il cadavere di un "signor nessuno", tale Renzo Manin, viene ripescato dalle acque del Canale di San Pietro: morte per annegamento accidentale, sentenziano le autorità. Eppure due persone la pensano diversamente. Sono Dietrich Von Altenburg (alto ufficiale tedesco caduto in disgrazia agli occhi del III Reich) ed Elena Contini (ebrea, storica dell'arte ed ex fidanzata del capitano dei Carabinieri Bruno Arcieri). Entrambi reduci dal caso narrato ne Lo specchio nero, scendono di nuovo in pista per fare luce sul mistero nascosto dietro la morte di Manin.